# FARM RECORDS
FARM RECORDS（ファームレコーズ）は日本のインディーズ・レコードレーベルである。2001年7月に立ち上げられた。
代表者は重岡敏幸。

## レーベル
- more music
- URBANVILLE
- FARMJP

## 元所属アーティスト
- グルーヴ・カヴァレージ (2005年〜2007年)
- 折原みか (2007年)
- Talamasca (2007年)
- Aira Mitsuki (2007年)
- マイケル・フォーチュナティ (2008年)
- CARRY SMILE (2008年)
- Space Tribe (2009年)
- Save The Robot (2009年)
- Dimitri D.K.N (2009年)
- A.G.E (2009年)
- Alien vs The Cat (2009年)
- Bizzare Contact (2009年)
- ビットマン (2009年)
- 小桃音まい (2009年〜2011年)AM MUSIC
- Piano Master (2009年〜2013年)
- Tim Healey (2009年〜2010年)
- Ne-Ho (2009年〜2010年)
- molfish (2010年)
- Nina (2010年)AM MUSIC
- コスメティックロボット (2010年)AM MUSIC
- DokiDoki☆ドリームキャンパス (2010年〜2011年)AM MUSIC
- DJ FUMI★YEAH! (2010年〜2013年)
- LoveforMee (2010年)
- Soupnote (2011年)
- アフロジャック (2012年)
- TOKOTOKO (西沢さんP) (2013年)
- MEGG AND MARY (2013年)
- ザ・ユナイテッド (2013年)
- 民安★ROCK (2014年)
- 丸本莉子 (2014年)
- ヤマイ (2014年)
- Carlprit (2015年)
- スティーブン・ヘインズ (2015年)
- Showtek (2015年)
- DVBBS (2016年)
- バット&リン(山下大輝&蒼井翔太) (2016年)
- Sam Feldt (2016年)